# Tamara Karasiowa
Tamara Matwiejewna Karasiowa (ros. Тамара Матвеевна Карасёва; ur. 1922 w Leningradzie, zm. 27 stycznia 2016) – radziecka aktorka teatralna. 
W 1948 ukończyła studia w Leningradzkim Instytucie Teatralnym, w klasie Leonida Makarjewa, od 1954 była aktorką Małego Teatru Dramatycznego w Leningradzie/Petersburgu. W 1971 zagrała rolę Marfy Pietrowny w filmie „Rasskaży mnie o siebie”.